# Said Arroussi
Pour les articles homonymes, voir Arroussi.
Said Kheireddine Arroussi, né le 23 juillet 1991 à Sétif, est un footballeur algérien qui joue avec le club CA Bordj Bou Arreridj. Il évolue principalement au poste de défenseur.

## Carrière
Said Arroussi commence le football professionnel dans sa ville natale, à l'ES Sétif en participant à trois matchs lors de la saison 2010-2011. Il ne rejoue ensuite pas avec l'équipe première pendant deux saisons. Lors de la saison 2013-2014, il intègre définitivement le groupe pro et remporte la ligue des champions. 
En décembre 2014, il fait partie du groupe qui participe à la Coupe du monde des clubs 2014 au Maroc. Il est titulaire lors des deux matches joués par son club, qui termine à la 5e place en battant le Western Sydney WFC, après avoir été éliminé en quart de finale. 
Deux mois plus tard, en février 2015, il remporte la Supercoupe de la CAF contre le club égyptien d'Al Ahly SC avant d'être sacré champion d'Algérie.
Lors de la saison 2015-2016, et après avoir remporté la Supercoupe d'Algérie 2015, il marque les premiers buts de sa carrière professionnelle. Il inscrit notamment un doublé en championnat sur la pelouse du MC Oran.

## Palmarès
Avec l'ES Sétif, il remporte la Ligue des champions de la CAF en 2014 et la Supercoupe de la CAF en 2015. Il est également champion d'Algérie en 2015 et remporte la supercoupe d'Algérie 2015.
En 2018, il remporte de nouveau le Championnat d'Algérie de football, cette fois-ci sous les couleurs du CS Constantine.